# Batak (gmina)
Batak (bułg. Община Батак)  − gmina w południowo-zachodniej Bułgarii, w obwodzie Pazardżik.

## Miejscowości
Miejscowości wchodzące w skład gminy Batak:
- Batak (bułg.: Батак) − siedziba gminy,
- Fotinowo (bułg.: Фотиново),
- Nowa machała (bułg.: Нова махала).